# Werner Holle
Fritz Louis Max Werner Holle (* 31. Januar 1900 in Minden; † 12. Juli 1997 in Höxter) war ein deutscher Kommunalpolitiker (NSDAP). Von 1925 bis 1945 war er Bürgermeister der  ostwestfälischen Städte Beverungen, Höxter und Minden. Von 1949 bis 1965 war er Stadtdirektor von Höxter. 

## Leben
Holle wurde als Sohn der Eheleute Max Holle und Wilhelmine geb. Wienand in Minden geboren. Er erwarb im Wintersemester 1920/1921 ein Diplom an der Hochschule für kommunale Verwaltung in Düsseldorf. Im Juli 1924 promovierte ihn die Fürst Leopold-Akademie für Verwaltungswissenschaften in Detmold zum Dr. rer. pol.  Am 23. November 1926 heiratete er in Minden Bertha Hauss aus Minden.
Sein erstes politisches Amt bekleidete er als Bürgermeister von Beverungen 1925 bis 1937. Vermutlich zum 1. Mai 1933 war er der NSDAP beigetreten (Mitgliedsnummer 2.474.337). Von 1937 bis 1943 war er Bürgermeister der Stadt Höxter. Zum 7. September 1943 wechselt er als kommissarischer Bürgermeister nach Minden. Holle war damit gleichzeitig der örtliche Luftschutzleiter.
Nach dem Krieg bekleidete er von 1949 bis zu seiner Pensionierung 1965 das Amt des Stadtdirektors der Stadt Höxter.

## Bürgermeister in Minden
In Minden setzten sich in der Schlussphase des NS-Staates bei Annäherung der feindlichen Soldaten die wichtigen Funktionärsträger der NSDAP ans rechte, östliche Weserufer ab. Die örtliche Militärführung versuchte, die Weserlinie als westliche Frontlinie zu verteidigen. Holle blieb in der Stadt am westlichen, linken Weserufer, als die Weserbrücken am 4. April 1945 gesprengt wurden und eine kanadische Sturmeinheit die Stadt einnahm. Er hatte sich gegen den NSDAP-Kreisleiter Weber gestellt und die Bevölkerung aufgefordert, in den Kellern die Annäherung der Front abzuwarten. Am 5. April wurde Holle zunächst von der zuständigen britischen Kommandantur aufgefordert, die Stadtverwaltung wieder in Gang zu bringen. Am 26. April wurde er durch die Militärregierung entlassen. Als Grund wurde seine Parteimitgliedschaft der NSDAP genannt. Laut Hans Nordsiek hat sich Holle sehr für die Stadt eingesetzt.